# 青空 (シンシアの曲)
「青空／ファンレター‐SO GOOD SO NICE‐ （Remix version）」（あおぞら／ファンレター ‐ソー・グッド・ソー・ナイス‐ リミックス・ヴァージョン）は、シンシア（南沙織）通算29枚目のシングル。1992年5月21日発売。発売元はソニー・ミュージックエンタテインメント（現：ソニー・ミュージックレーベルズ）。

## 解説
1991年末『第42回NHK紅白歌合戦』に特別出演を果たし、家庭生活を第一として暫定的に歌手活動を再開した、シンシアの復帰第1弾シングルである。
「青空」は、松下電工・エステ商品のイメージソングに起用されたほか、「ファンレター -SO GOOD SO NICE-（Remix version）」はNHK-BSのイメージソングに起用された。シングルに収録された2曲共タイアップがついたのは、1970年代の活動期を含めても初めてであった。
「ファンレター」は阿久悠が作詞で筒美京平が作曲という、大型コンビによるもの。阿久悠は1970年代を代表する作詞家であるが、阿久が作詞した楽曲がシングルになったのはこの作品が初めてである。上記の『第42回NHK紅白歌合戦』に特別出演した際、シンシアが歌う前に読まれた紹介文を寄稿したのも阿久である。なお、「ファンレター -SO GOOD SO NICE-」にはオリジナル・バージョンがあり、1992年2月21日に発売されたシングルコレクション・アルバム『南沙織ベスト Recall 〜28 SINGLES SAORI + 1〜』にのみ収録されている（現在廃盤）。本シングルのリリース以降、「ファンレター」がベスト盤に収録される際はすべて「Remix version」で統一されている。
「青空」のみミュージック・ビデオが製作され、半年後に発売されたPV集『Cynthia Clips』（1992年11月21日）に収録された。

## 収録曲
1. 青空（4:45）
  - 作詞: 来生えつこ、作曲: 都志見隆、編曲: 萩田光雄
  - 松下電工・エステ商品イメージソング
2. ファンレター ‐SO GOOD SO NICE‐（Remix version）（5:26）
  - 作詞: 阿久悠、作曲: 筒美京平、編曲: 萩田光雄
  - NHK BSイメージソング
3. 青空　‐オリジナルカラオケ‐
4. ファンレター ‐SO GOOD SO NICE‐（Remix version）　‐オリジナルカラオケ‐

## 収録作品
- 青空
MATURITY
Cynthia Best 〜 Eternity
CYNTHIA ANTHOLOGY
Cynthia Premium
GOLDEN☆BEST 南沙織 コンプリート・シングルコレクション
- 青空 -2000 salt Remix version-
CYNTHIA ANTHOLOGY
CYNTHIA ALIVE
- ファンレター -SO GOOD SO NICE- （Remix version）
Cynthia Best 〜 Eternity
GOLDEN☆BEST 南沙織 筒美京平を歌う
CYNTHIA ANTHOLOGY
Cynthia Premium
GOLDEN☆BEST 南沙織 コンプリート・シングルコレクション
CYNTHIA ALIVE
- ファンレター -SO GOOD SO NICE-
南沙織ベスト Recall 〜28 SINGLES SAORI + 1〜